# Gotthold Ephraim Lessing
Gotthold Ephraim Lessing (Kamenz, 22. siječnja 1729. – Braunschweig, 15. veljače 1781.), njemački književnik, kazališni kritičar i teoretičar umjetnosti
Začetnik je njemačke građanske književnosti i jedan od najborbenijih predstavnika europskog prosvjetiteljstva. Pozornost je privukao recenzijama u kojima je spajao erudiciju i duhovitost. Njegova tragedija "Miss Sara Sampson" prva je njemačka građanska drama, a njom je razbijen monopol francuske klasicističke drame i oboreno shvaćanje da problemi običnih građana ne mogu biti predmet tragedije. U raspravi "Laokoon ili o međama slikarstva i pjesništva" udario je temelje modernoj estetici. Često se upuštao u žestoke filološke, kulturnopovijesne i teološke kontroverzije.

## Djela
- "Basne"
- "Rasprave o basni"
- "Hamburška dramaturgija"
- "Lakoon ili o granicama slikarstva i poezije"